# 1335 Demoulina
Demoulina (asteróide 1335) é um asteróide da cintura principal, a 1,8935911 UA. Possui uma excentricidade de 0,1546818 e um período orbital de 1 224,58 dias (3,35 anos).
Demoulina tem uma velocidade orbital média de 19,90030546 km/s e uma inclinação de 2,54597º.
Esse asteróide foi descoberto em 7 de Setembro de 1934 por Karl Reinmuth.